# Енчепінг СК
Енчепінґ СК (швед. Enköpings Sportklubb) — шведський футбольний клуб із міста Енчепінга. 

## Історія
Заснований 5 березня 1914 року. 
Провів один сезон 2003 року в Аллсвенскан: зіграв 26 матчів, у яких здобув 3 перемоги, 5 нічиїх і 18 поразок, різниця м'ячів 22-59.
Виступає в 4-й лізі Швеції (Дивізіон 2).

## Досягнення
Аллсвенскан:
- 14-е місце (1):  2003

## Сезони в чемпіонаті Швеції
| \| Сезон \| Рівень \| Ліга \| Підгрупа \| Місце \| Примітки \| \| ----- \| ------ \| ----------- \| ------------------ \| ----- \| ---------------------------------- \| \| 2000 \| 2 \| Супереттан \| \| 7 \| \| \| 2001 \| 2 \| Супереттан \| \| 8 \| \| \| 2002 \| 2 \| Супереттан \| \| 2 \| Підвищився \| \| 2003 \| 1 \| Аллсвенскан \| \| 14 \| Вибув \| \| 2004 \| 2 \| Супереттан \| \| 14 \| Вибув \| \| 2005 \| 3 \| Дивізіон 2 \| Північний Свеаланд \| 1 \| Плей-оф на підвищення \| \| 2006* \| 3 \| Дивізіон 1 \| Північ \| 1 \| Підвищився \| \| 2007 \| 2 \| Супереттан \| \| 12 \| \| \| 2008 \| 2 \| Супереттан \| \| 13 \| Вибув \| \| 2009 \| 3 \| Дивізіон 1 \| Північ \| 13 \| Вибув \| \| 2010 \| 4 \| Дивізіон 2 \| Північний Свеаланд \| 9 \| \| \| 2011 \| 4 \| Дивізіон 2 \| Північний Свеаланд \| 1 \| Підвищився \| \| 2012 \| 3 \| Дивізіон 1 \| Північ \| 14 \| Вибув \| \| 2013 \| 4 \| Дивізіон 2 \| Північний Свеаланд \| 12 \| Вибув \| \| 2014 \| 5 \| Дивізіон 3 \| Східний Свеаланд \| 11 \| Вибув \| \| 2015 \| 6 \| Дивізіон 5 \| Уппланд \| 3 \| Плей-оф на підвищення — Підвищився \| \| 2016 \| 5 \| Дивізіон 3 \| Східний Свеаланд \| 2 \| Плей-оф на підвищення \| \| 2017 \| 5 \| Дивізіон 3 \| Східний Свеаланд \| 2 \| Плей-оф на підвищення \| \| 2018 \| 5 \| Дивізіон 3 \| Східний Свеаланд \| 1 \| Підвищення \| \| 2019 \| 4 \| Дивізіон 2 \| Північний Свеаланд \| 11 \| \| \| 2020 \| 4 \| Дивізіон 2 \| Північний Свеаланд \| 3 \| \| \| 2021 \| 4 \| Дивізіон 2 \| Північний Свеаланд \| 14 \| Вибув \| \| 2022 \| 5 \| Дивізіон 3 \| Північний Свеаланд \| 3 \| \| \| 2023 \| 5 \| Дивізіон 3 \| Північний Свеаланд \| 1 \| Підвищення \| * Реорганізація ліг 2006 року призвела до створення нового 3-го дивізіону та змін в територіальному поділі нижчих футбольних дивізіонів Швеції. |        |             |                    |       |                                    |
| Сезон | Рівень | Ліга        | Підгрупа           | Місце | Примітки                           |
| 2000 | 2      | Супереттан  |                    | 7     |                                    |
| 2001 | 2      | Супереттан  |                    | 8     |                                    |
| 2002 | 2      | Супереттан  |                    | 2     | Підвищився                         |
| 2003 | 1      | Аллсвенскан |                    | 14    | Вибув                              |
| 2004 | 2      | Супереттан  |                    | 14    | Вибув                              |
| 2005 | 3      | Дивізіон 2  | Північний Свеаланд | 1     | Плей-оф на підвищення              |
| 2006* | 3      | Дивізіон 1  | Північ             | 1     | Підвищився                         |
| 2007 | 2      | Супереттан  |                    | 12    |                                    |
| 2008 | 2      | Супереттан  |                    | 13    | Вибув                              |
| 2009 | 3      | Дивізіон 1  | Північ             | 13    | Вибув                              |
| 2010 | 4      | Дивізіон 2  | Північний Свеаланд | 9     |                                    |
| 2011 | 4      | Дивізіон 2  | Північний Свеаланд | 1     | Підвищився                         |
| 2012 | 3      | Дивізіон 1  | Північ             | 14    | Вибув                              |
| 2013 | 4      | Дивізіон 2  | Північний Свеаланд | 12    | Вибув                              |
| 2014 | 5      | Дивізіон 3  | Східний Свеаланд   | 11    | Вибув                              |
| 2015 | 6      | Дивізіон 5  | Уппланд            | 3     | Плей-оф на підвищення — Підвищився |
| 2016 | 5      | Дивізіон 3  | Східний Свеаланд   | 2     | Плей-оф на підвищення              |
| 2017 | 5      | Дивізіон 3  | Східний Свеаланд   | 2     | Плей-оф на підвищення              |
| 2018 | 5      | Дивізіон 3  | Східний Свеаланд   | 1     | Підвищення                         |
| 2019 | 4      | Дивізіон 2  | Північний Свеаланд | 11    |                                    |
| 2020 | 4      | Дивізіон 2  | Північний Свеаланд | 3     |                                    |
| 2021 | 4      | Дивізіон 2  | Північний Свеаланд | 14    | Вибув                              |
| 2022 | 5      | Дивізіон 3  | Північний Свеаланд | 3     |                                    |
| 2023 | 5      | Дивізіон 3  | Північний Свеаланд | 1     | Підвищення                         |